# Автошлях Р 37
Автошля́х Р 37 — автомобільний шлях регіонального значення на території України. Проходить територією Запорізької області через Енергодар — Василівку. Загальна довжина — 70,7 км.

## Маршрут
Автошлях пролягає через населені пункти:
| Автошлях Р 37      |                           |
| Запорізька область |                           |
| Василівський район |                           |
| Енергодар          |                           |
| Дніпровка          | Т 0805                    |
| Подове             |                           |
| Новодніпровка      |                           |
| Балки              |                           |
|                    | Т 0817                    |
| Орлянське          |                           |
| Василівка          | М18E105 • Т 0817 • Т 0818 |